# 訃報 1995年6月
訃報 1995年6月（ふほう 1995ねん6がつ）では、1995年（平成7年）6月中に物故した、又は物故が報じられた人物についてまとめる。

## （1日 - 15日）

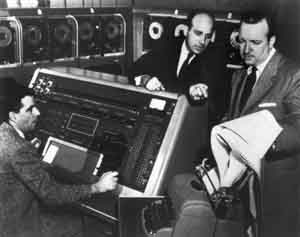
ジョン・プレスパー・エッカート（中央） / 6月3日没

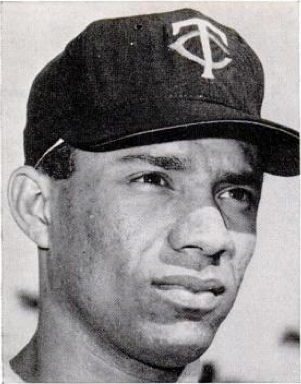
ソイロ・ベルサイエス / 6月9日没

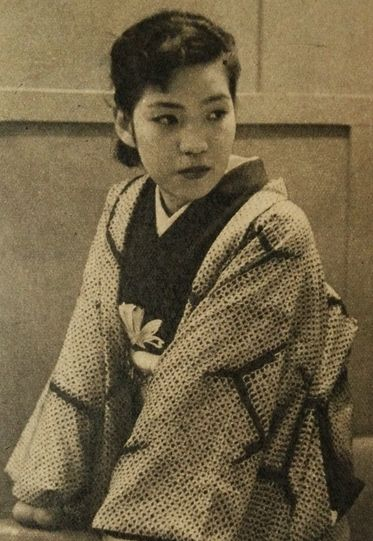
神楽坂はん子 / 6月10日没

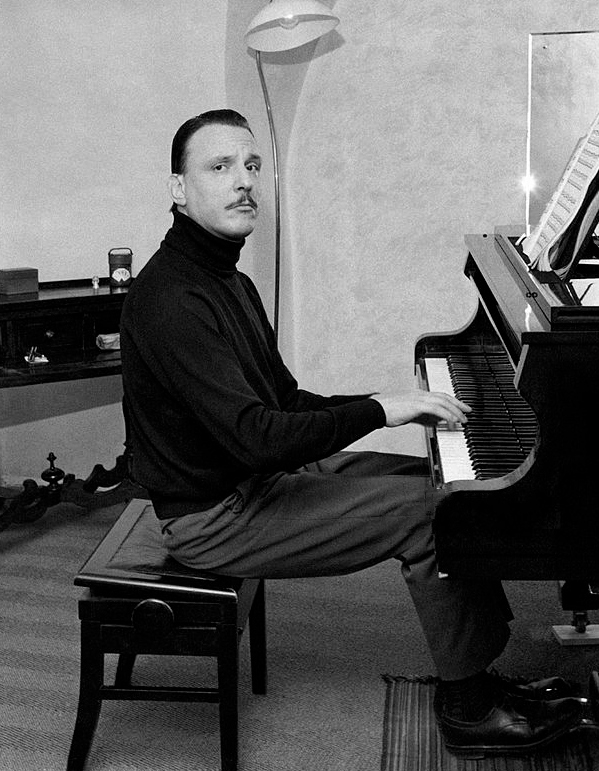
アルトゥーロ・ベネデッティ・ミケランジェリ / 6月12日没

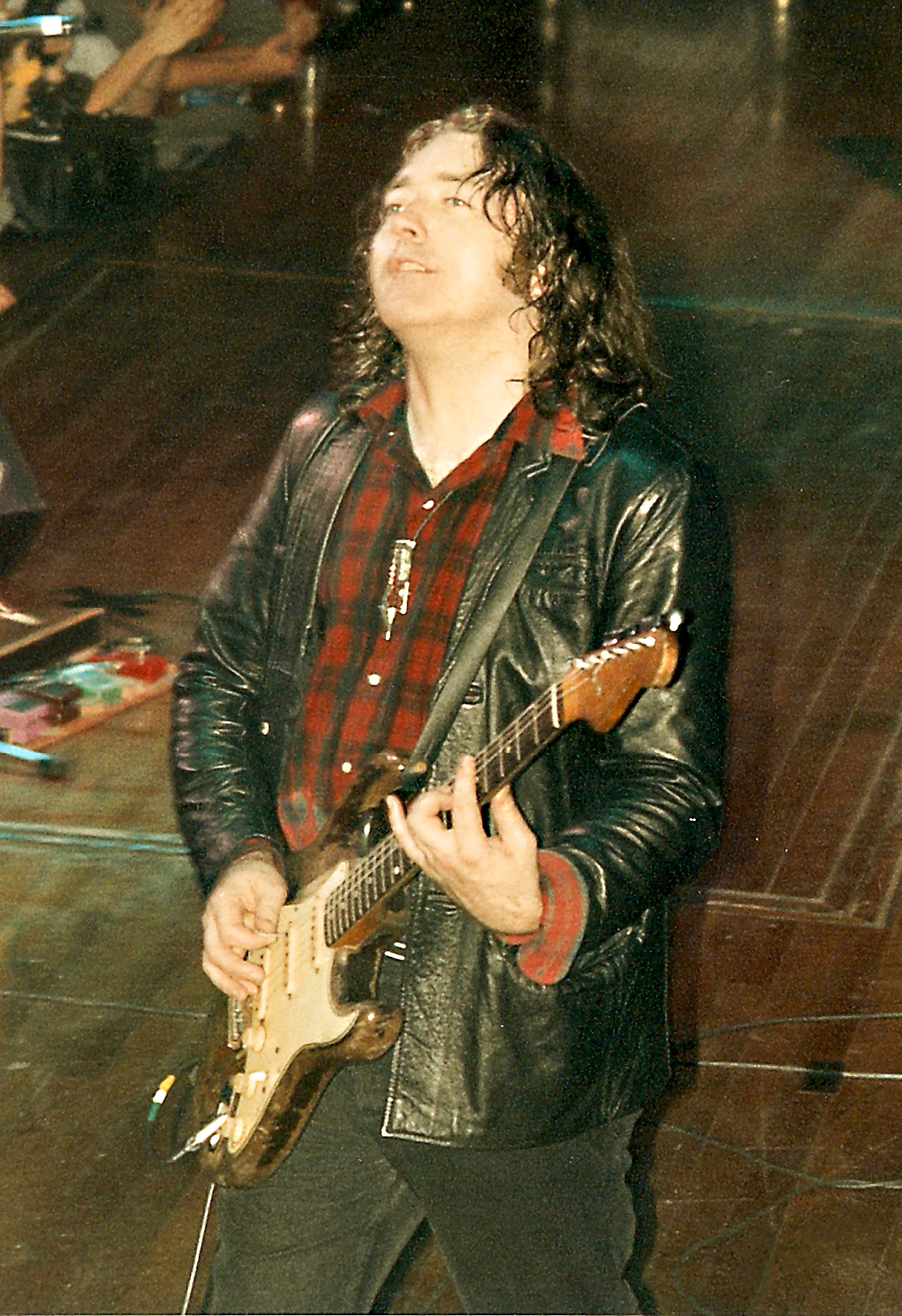
ロリー・ギャラガー / 6月14日没

- 6月2日 - 宮内幸平、俳優、声優（* 1929年）
- 6月3日 - ジョン・プレスパー・エッカート、ENIAC開発者のひとり（* 1919年）
- 6月9日 - ソイロ・ベルサイエス、元プロ野球選手【ミネソタ・ツインズ、広島東洋カープほか】（* 1939年）
- 6月10日 - 花井正八、実業家（* 1912年）
- 6月10日 - 神楽坂はん子、歌手（* 1931年）
- 6月11日 - 円谷皐、円谷プロ会長・テレビプロデューサー・演出家（* 1935年）
- 6月12日 - アルトゥーロ・ベネデッティ・ミケランジェリ、ピアニスト（* 1920年）
- 6月14日 - ソニー・ラブ＝タンシ、作家（* 1947年）
- 6月14日 - ロリー・ギャラガー、ミュージシャン（* 1948年）

## （16日 - 30日）

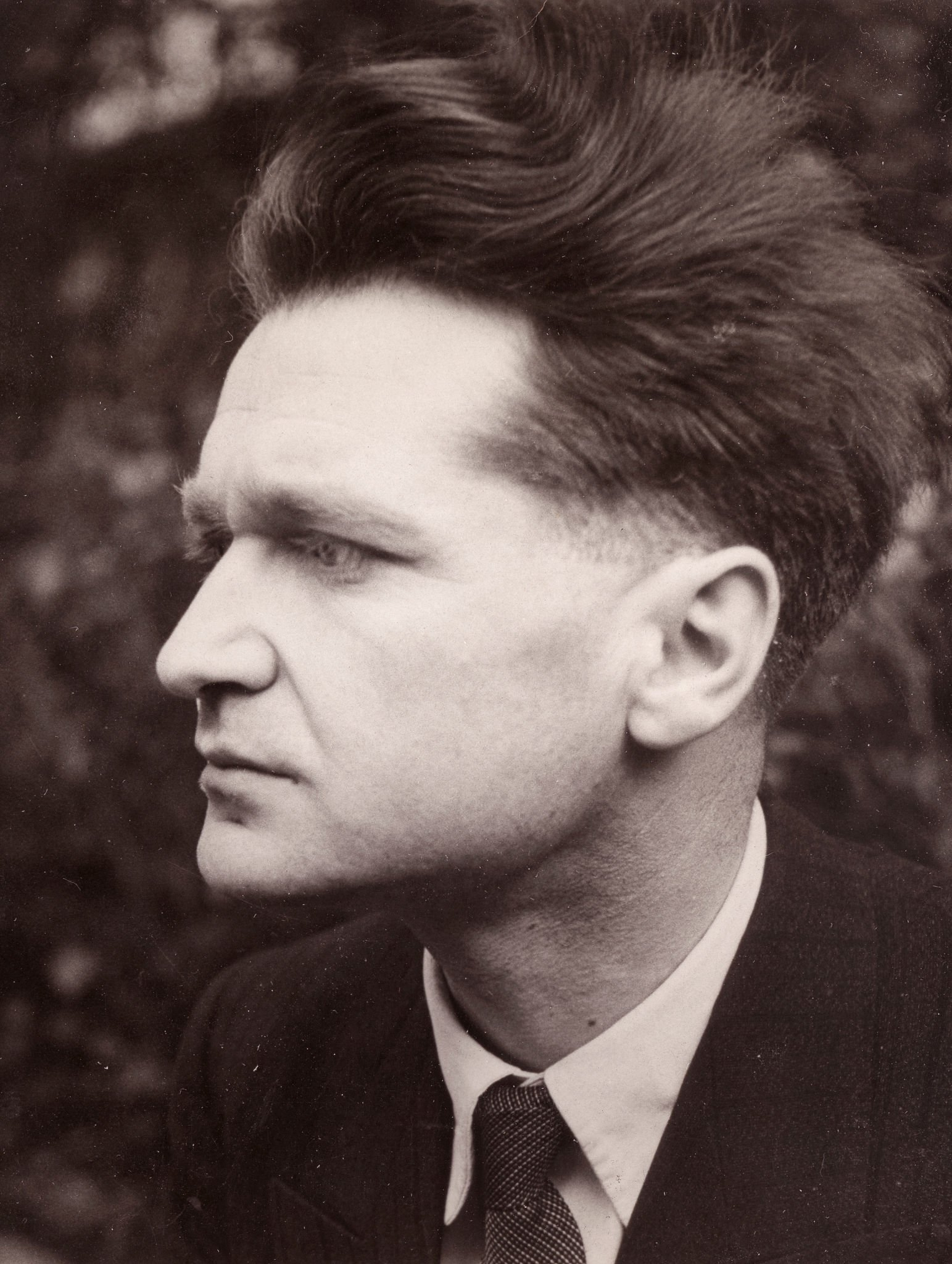
エミール・シオラン / 6月20日没

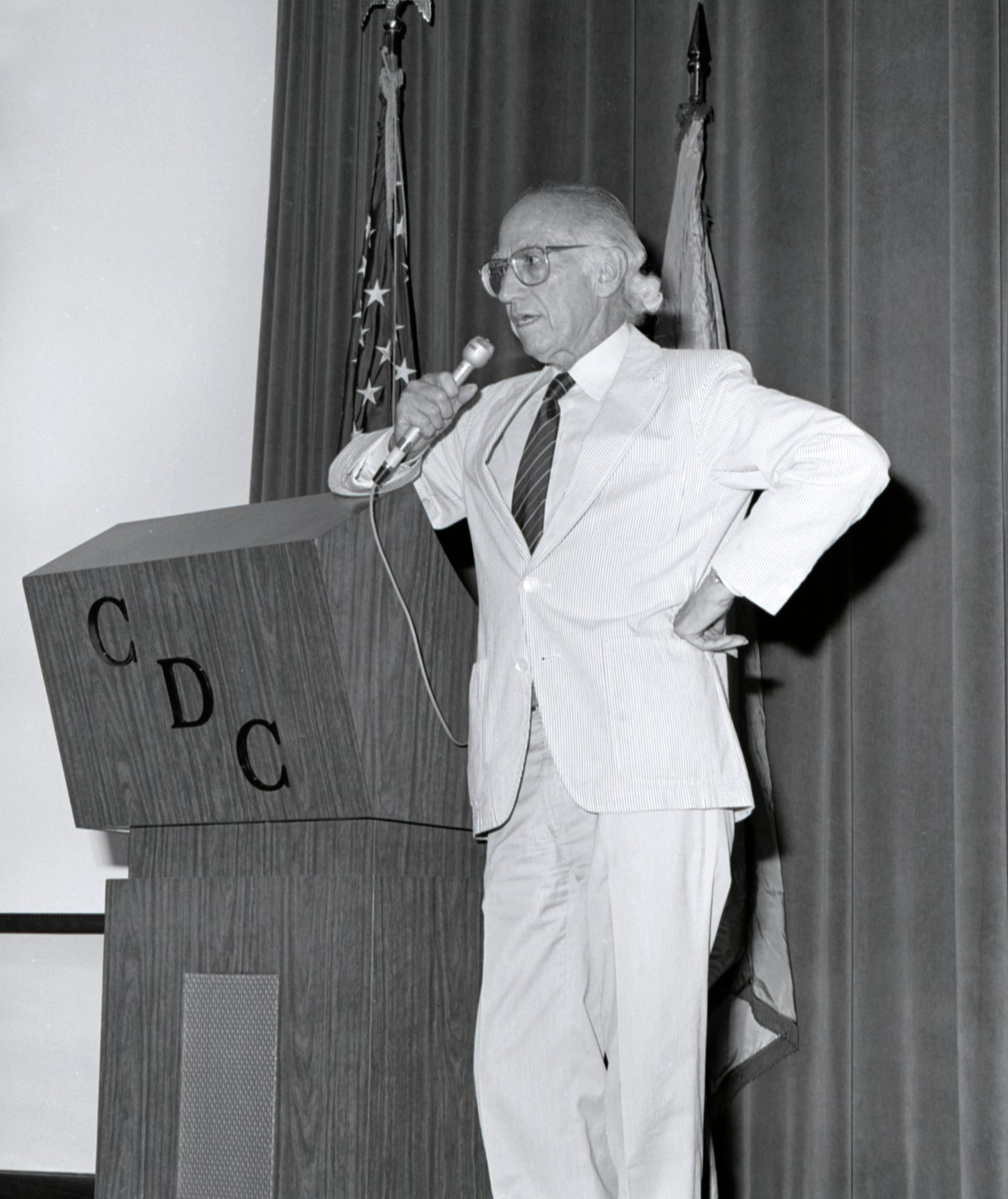
ジョナス・ソーク / 6月23日没

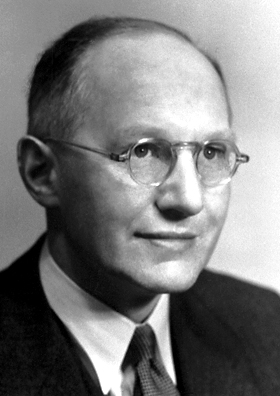
アーネスト・ウォルトン / 6月25日没

- 6月18日 - 香月熊雄、元佐賀県知事（* 1916年）
- 6月19日 - 森本孝順、律宗の僧侶、81世唐招提寺長老（* 1902年）
- 6月20日 - エミール・シオラン、思想家（* 1911年）
- 6月21日 - 浜村純、俳優（* 1906年）
- 6月23日 - ジョナス・ソーク、ポリオワクチン開発者として知られる医学者（* 1914年）
- 6月25日 - アーネスト・ウォルトン、物理学者（* 1903年）
- 6月26日 - ミスター珍、元プロレスラー（* 1932年）
- 6月30日 - 和泉元秀、狂言方能楽師（* 1937年）